# Адаптивный интеллект
Адаптивный интеллект (англ. adaptive intelligence) – умственная деятельность, направленная на целенаправленную адаптацию, выбор и формирование среды, которая включает в себя набор навыков, отношений и поведения, основанных на креативном, аналитическом, практическом мышлении и мудрости.

## История изучения
Одним из создателей и главных исследователей теории адаптивного интеллекта считается Р. Стернберг.
К изначально биологическому термину в психологии со временем присоединись дополнительные смыслы. Под адаптацией следует понимать возникновение моделей и стратегий поведения, адекватных условиям, а также процесс гармоничных отношений со средой, в том числе средой социальной и культурной. А. Г. Маклаковым предложено понятие «личностный адаптационный потенциал» – это «интегральная характеристика, включающая устойчивую совокупность индивидуально-психологических и личностных свойств, обусловливающих эффективную адаптацию». К компонентам адаптационного потенциала автор относит нервно-психическую устойчивость, самооценку личности, ощущение социальной поддержки, конфликтность личности, опыт социального общения.
Одним из первых о связи интеллекта и адаптации писал Ж. Пиаже: «интеллект для нас есть определённый конечный пункт, а в своих истоках он неотделим от сенсомоторной адаптации в целом, так же как за её пределами – от самых низших форм биологической адаптации». Исследователь фактически определяет интеллект через адаптационные процессы ассимиляции и аккомодации, при этом степень «интеллектуальности» поведения, согласно Пиаже, определяется сложностью и многообразием траекторий воздействия субъекта на объекты. Современные авторы продолжают эту традицию и также определяют основную функцию интеллекта как адаптацию, обеспечение поиска решения проблемных ситуаций и успешности освоения различных видов деятельности.
Тема адаптации в настоящее время широко представлена в работах философов, психологов, социологов и в медийном пространстве. По мнению А. Г. Асмолова, обсуждение непредсказуемости, адаптации и неадаптивности становится «интеллектуальной модой». Книги о преодолении неопределённости, например, «Антихрупкость» Н. Талеба, приобретают статус бестселлеров. 
В проблемном поле науки активно появляются новые термины: к привычной «социально-психологической адаптации» добавились «личностный адаптационный потенциал» (Маклаков), «неадаптивная  активность» (Петровский), «преадаптация» (Асмолов).
Дискуссия об общем факторе интеллекта и частных интеллектуальных способностей, продолжавшаяся несколько десятилетий, так и не позволила сформулировать однозначный ответ на вопрос о том, «сколько же на самом деле существует интеллектов» и постепенно стала выходить за пределы предметного поля когнитивной психологии. В работах Г. Айзенка наравне с «психометрическим» фигурируют «биологический» и «социальный» интеллект, Г. Гарднер в теории «множества интеллектов» описывает широкий перечень независимых типов интеллекта: музыкальный, лингвистический, логико-математический, пространственный, телесно-кинестетический, межличностный, внутриличностный. 
Отдельно следует отметить понятие «эмоциональный интеллект», появившееся в работах психологов в 1960-х и приобретшее популярность в конце 1990-х – начале 2000-х, благодаря работам журналиста Дэниела Гоулмана. Наиболее распространённая модель эмоционального интеллекта принадлежит Майеру, Саловею и Карузо.
Диагностика адаптации в психологии строится на исследовании удовлетворённости жизнью, субъективного благополучия, способности решать проблемные ситуации в социальном взаимодействии. Ряд современных отечественных исследований проблематизируют отношения между социально-психологической адаптацией и интеллектом, но не продвигаются дальше выявления и анализа корреляций.
В настоящее время появляются всё больше научных работ, посвящённых вопросам роли адаптивного интеллекта в процессе обучения.
Кандидат психологических наук, российский ученый-разработчик теории адаптивного интеллекта Валерий Гут определяет: «Интеллект» гораздо шире и включает в себя не только то, что связано с умением адаптироваться, но и то, что на адаптацию не влияет, и при этом относится к познавательной деятельности. Интеллект – не всегда адаптация: человек может приобретать и понимать знания о фресках Михаила Врубеля, оперировать ими (знаниями), но в большинстве случаев это не повлияет на его способность к адаптации. Данные знания могут повлиять на нее лишь когда среда будет требовать их наличие, например, для выживания. Различия между понятиями позволяют вывести их полезный симбиоз – адаптивный интеллект. Есть надежда с его помощью по-новому рассмотреть механизмы совладающего поведения».